# Gourfaleur
Gourfaleur foi uma comuna francesa na região administrativa da Normandia, no departamento Mancha. Estendia-se por uma área de 8,46 km². Em 2010 a comuna tinha 452 habitantes (densidade: 53,4 hab./km²).
Em 1 de janeiro de 2016, passou a formar parte da nova comuna de Bourgvallées.